# Érase una vez (serie de televisión de 2011)
Érase una vez (título original en inglés: Once Upon a Time) es una serie de televisión estadounidense de temática drama y fantasía animada que se estrenó el 23 de octubre de 2011 y finalizó el 18 de mayo de 2018 en ABC. Fue creada por los guionistas de la serie Lost y la película Tron: Legacy, Edward Kitsis y Adam Horowitz, habiendo también referencias a ambas franquicias en la serie. Los temas centrales del programa son la esperanza y el optimismo. Horowitz le dijo a The Hollywood Reporter que tenían un propósito consciente de "hacer un programa que tuviera optimismo en su corazón", ya que "sentían que había tanta oscuridad en el mundo". Kitsis dijo: "Somos chicos a los que les gusta ver el mundo medio lleno, no medio vacío", y se trata de "ver que entre todas las pruebas y tribulaciones de la vida, se puede perseverar y encontrar la luz entre las tinieblas"; "es esa capacidad de pensar que tu vida mejorará". La estrella Jennifer Morrison le dijo al Calgary Herald que es un programa sobre la esperanza, la positividad y la conectividad, que "anima a las personas a creer en sí mismas y en las mejores versiones de sí mismas y a tener la esperanza de tener la vida que tienen". El 11 de mayo de 2017, ABC renovó la serie para una séptima temporada de 22 episodios, y se estrenó el 6 de octubre de 2017. El 6 de febrero de 2018, se anunció que la séptima temporada sería la última de la serie.
Protagonizada por Jennifer Morrison, Ginnifer Goodwin, Joshua Dallas y Lana Parrilla (como protagonista/antagonista). Con las participaciones antagónicas de Robert Carlyle, Barbara Hershey, Rebecca Mader, Robbie Kay, Elizabeth Mitchell, Patrick Fischler, Liam Garrigan, Greg Germann, Jaime Murray, Emma Booth, Adelaide Kane y Gabrielle Anwar. Con las actuaciones estelares de Jared S. Gilmore, Colin O'Donoghue y Emilie de Ravin.
La acción alterna entre dos escenarios principales: un mundo fantástico donde suceden los cuentos de hadas; y una ciudad costera ficticia en Maine llamada Storybrooke. La parte del "mundo real" de la historia se desarrolla con los personajes de Emma Swan (Jennifer Morrison) y su hijo de 10 años, Henry Mills (Jared S. Gilmore). Henry descubre que los demás habitantes de la ciudad son personajes de cuentos de hadas. A la audiencia se le muestra la historia de fondo de la gente de la ciudad como personajes de cuentos de hadas en los flashbacks, junto con sus historias actuales que se desarrollan en el "mundo real". En la séptima y última temporada, la parte del "mundo real" de la historia tiene lugar en Seattle, Washington, en el barrio ficticio de "Hyperion Heights", con una nueva narrativa principal dirigida por el adulto Henry (Andrew J. West), y su esposa e hija. La mayoría de los personajes del programa se extraen de los famosos cuentos de hadas de los hermanos Grimm y Hans Christian Andersen, la literatura occidental popular, el folclore, la leyenda artúrica y la mitología griega, así como personajes originales de The Walt Disney Company. La parte fantástica de la historia comienza en el mundo de Blancanieves (Ginnifer Goodwin) y el Príncipe Encantador (Joshua Dallas), y luego abarca los mundos del País de las Maravillas, el País de Nunca Jamás, la Tierra de Oz, entre otros.
Una serie derivada, Érase una vez en el País de las Maravillas, que consta de 13 episodios con el personaje principal de la novela de 1865 Alicia en el país de las maravillas de Lewis Carroll, se estrenó el 10 de octubre de 2013 y concluyó el 3 de abril de 2014.

## Argumento
La serie se basa en la teoría de que existe un universo alternativo donde todos los personajes de los clásicos cuentos de hadas existen, un mundo mágico que tiene una conexión perdida con nuestro mundo real, por lo que se centra en los personajes del Bosque Encantado y la conspiración de la Reina Malvada para perturbar la vida de los demás habitantes. Mediante una maldición oscura, la Reina envía a los personajes de los cuentos de hadas al pueblo de Storybrooke (Historioburgo), Maine, Estados Unidos, donde todos ellos viven hechizados sin saber quienes son en realidad, para que sea ella la única con un final feliz.

### Temporada 1 (2011-2012)
Emma Swan (Jennifer Morrison) vive una vida solitaria en la que trabaja como cazarrecompensas (agente de fianzas) en Boston. El día de su vigésimo octavo cumpleaños, a Emma se le acerca un niño de 10 años que dice ser su hijo biológico, Henry Mills (Jared S. Gilmore), al que ella había dado en adopción cuando era un bebé. Emma no quiere establecer una relación con el niño, pero acepta llevarlo de vuelta a su casa en Historioburgo, Maine, Estados Unidos. Durante el camino, Henry le enseña un gran libro de cuentos de hadas e insiste en que todos los cuentos son historias reales. Al llegar a Historioburgo, Henry le cuenta que todos los habitantes son, en realidad, personajes de cuentos de hadas exiliados por una maldición oscura de la Reina Malvada (Lana Parrilla), quienes viven en la ciudad hechizados y sin recuerdos de sus verdaderas identidades. Esto incluye al terapeuta de Henry, el Dr. Archie Hopper (Raphael Sbarge), quien en realidad es Pepe Grillo y a su profesora Mary Margaret Blanchard (Ginnifer Goodwin) quien en realidad es Blancanieves, la madre de Emma. Henry afirma que el tiempo está congelado en Historioburgo y que la gente es incapaz de abandonar el pueblo, pero que Emma romperá la maldición oscura ya que es la hija de Blancanieves/Mary Margaret Blanchard y el Príncipe Encantador/David Nolan (Josh Dallas). Una escéptica Emma lleva a Henry con su madre adoptiva, la alcaldesa Regina Mills, quien en realidad es la Reina Malvada. Cuando Henry vuelve a escaparse, Emma lo encuentra y decide quedarse en Historioburgo durante una semana. Esta decisión provoca que las manecillas del reloj del ayuntamiento, antes paralizadas, vuelvan a moverse. Asimismo, Regina, la Reina Malvada, hará lo imposible para evitar que Emma rompa la maldición oscura y se gane el cariño de su hijo.

### Temporada 2 (2012-2013)
Aunque Emma rompe la maldición oscura y trae de vuelta los verdaderos recuerdos de todos los habitantes del pueblo, los personajes de cuentos de hadas siguen atrapados en Historioburgo a falta de la suficiente magia que los lleve nuevamente al Bosque Encantado y porque también tienen el riesgo de perder la memoria si abandonan el pueblo. Pero con la llegada de la magia a Historioburgo gracias al Señor Gold/Rumplestiltskin (Robert Carlyle) que sigue en busca de su hijo Baelfire (Dylan Schmid), los destinos de los dos mundos se entrelazan, mientras se revela que una parte de la Tierra de los Cuentos de Hadas quedó a salvo de la maldición oscura gracias a la madre de la Reina Malvada. Emma y Mary Margaret caen accidentalmente en el sombrero del Sombrerero Loco (Sebastian Stan), que las transporta al Bosque Encantado. Al llegar ahí, Emma y Mary Margaret se encuentran con dos nuevas aliadas, la Princesa Aurora (Sarah Bolger) y Mulán (Jamie Chung), quienes las ayudarán a intentar impedir que sus nuevos enemigos, Cora Mills/la Reina de Corazones (Barbara Hershey) y Killian Jones/el Capitán Garfio (Colin O'Donoghue), viajen a Historioburgo.

### Temporada 3 (2013-2014)
Henry es secuestrado por Greg Mendell (Ethan Embry) y Tamara (Sonequa Martin-Green) y llevado a la fuerza al País de Nunca Jamás, donde lo espera Peter Pan (Robbie Kay), quien sabe que Henry posee el corazón puro del verdadero creyente, mediante el cual logrará conseguir la inmortalidad. Emma, Garfio, Regina, Mary Margaret, David y Gold unen sus fuerzas para recuperar a Henry y derrotar a su poderoso nuevo enemigo en común. Mientras tanto en el Bosque Encantado, Mulán, la Princesa Aurora y el Príncipe Phillip (Julian Morris) encuentran a un herido Baelfire/Neal Cassidy (Michael Raymond-James) al cual ayudarán para que vuelva a reencontrarse con su familia. Mientras que en Historioburgo, Bella (Emilie de Ravin) protege la ciudad para que no venga más gente de afuera.
Una vez que logran atrapar a Pan, todos regresan a Historioburgo, incluyendo a Pan, quien se apodera del cuerpo de Henry. Pan logra robar el hechizo de la maldición oscura de Regina y la lanza sobre la ciudad. La única persona que puede detener la nueva maldición oscura que se avecina es quien la lanzó originalmente: Regina; pero el precio a pagar es muy alto: renunciar a aquello que más ama, para lo cual debe volver al Bosque Encantado con todos los personajes de cuentos de hadas, borrando a Historioburgo de la existencia y dejando a Henry y Emma en el mundo real, la Tierra Sin Magia, sin memoria sobre lo que vivieron en Historioburgo. Un año después, Garfio busca a Emma en el mundo real y con una poción de memoria logra que recuerde todo. Garfio le cuenta que todo el Bosque Encantado ha vuelto a la restaurada ciudad de Historioburgo por culpa de una nueva maldición oscura. Es entonces cuando Emma, Garfio y Henry se dirigen nuevamente a Historioburgo, donde se descubre que todos perdieron sus recuerdos de su último año vivido en el Bosque Encantado, donde además se revela que Mary Margaret está embarazada. 
En los flashbacks del Bosque Encantado, todos llegan ahí desde Historioburgo y se reúnen junto a Aurora y Phillip, para luego continuar su camino hacia el castillo de la Reina Malvada, solo para darse cuenta de que el castillo había sido apoderado por un nuevo mal a enfrentar: Zelena/la Bruja Cruel del Oeste (Rebecca Mader), la cual guarda un muy importante secreto respecto al pasado de Cora. Guiada por la envidia que siente por Regina, Zelena logra revivir al Espectro (Rumplestiltskin) luego de la derrota definitiva de Pan. Para lograr su objetivo final, estando infiltrada en Historioburgo, Zelena rapta a Neal, el bebé recién nacido de Mary Margaret y se propone a abrir un portal del tiempo para cambiar su pasado. Sin embargo, Regina logra derrotarla usando magia blanca/magia de luz. Una vez detenida y encarcelada, Zelena recibe una visita de Rumplestiltskin, quien la mata por haber sido la culpable de la muerte de su hijo Neal/Baelfire. Pero con Zelena muerta, el poder de su collar es liberado lo que abre el portal del tiempo donde Emma y Garfio son absorbidos quedando varados en el pasado Bosque Encantado.

### Temporada 4 (2014-2015)
Tras volver del pasado, Emma y Garfio traen consigo a Marian (Christie Laing), la esposa de Robin Hood (Sean Maguire). Eso produce que el final feliz que tanto ansiaba Regina se destruya. Pero eso no es todo, Emma, sin saberlo, también trae consigo a Historioburgo una urna mágica que mantiene prisionera a Elsa (Georgina Haig), la reina de Arendelle, quien consigue liberarse de la urna tras pasar por el portal del tiempo. Elsa, completamente perdida, llega a Historioburgo y crea un muro de hielo que rodea toda la ciudad, estando desesperada en busca de su hermana Anna (Elizabeth Lail). La llegada de Elsa a la ciudad ocasiona que aparezca alguien más: Ingrid/la Reina de las Nieves (Elizabeth Mitchell), una nueva villana que tiene un pasado en común con Emma y Elsa que sin embargo ambas no consiguen recordar. Mientras tanto, Rumplestiltskin intenta robar el poder de Emma para así liberarse de su dependencia a la daga del Espectro, pero esto no le será posible gracias a Elsa, quien ayuda a Emma para que no renuncie a sus poderes. La Reina de las Nieves lanza un nuevo hechizo en todo Historioburgo: la maldición del espejo roto, la cual hace que los afectados vean lo peor de sus seres amados. Anna encuentra una carta en la que su fallecida madre Gerda (Pascale Hutton) se disculpa con su hermana Ingrid por encerrarla en la urna por miedo a sus poderes. En respuesta a ello, Ingrid sacrifica su vida para encontrarse con sus hermanas en el más allá y así lograr que su maldición se disipe, pero esto deja consigo un efecto colateral: ahora aquel que abandone Historioburgo será incapaz de volver.
Bella descubre el plan de Rumplestiltskin y muy enojada con ayuda del poder de la daga, le ordena que salga del pueblo. Rumplestiltskin, debilitado, va a Nueva York en busca del trío de las Reinas de la Oscuridad: Úrsula (Merrin Dungey), Maléfica (Kristin Bauer van Straten) y Cruella de Vil (Victoria Smurfit) para buscar a Isaac Heller (Patrick Fischler), el autor del libro de cuentos de Érase una vez para obligarlo a escribir un final feliz para los villanos. Regina, Emma y Henry también buscan al Autor para que devuelva el final feliz que Regina quería. Entonces las Reinas de la Oscuridad llegan a Historioburgo y Emma, Mary Margaret, David y Regina, descubren que traman algo. Así deciden que Regina se infiltrará entre ellas para descubrir su plan. Regina descubre que Rumplestiltskin ha regresado y este le advierte que no intente impedir sus planes debido a que está aliado con Zelena (oculta bajo la apariencia de Marian), quien puede hacerle daño a Robin, su amor verdadero. Regina, preocupada, decide ir a Nueva York y rescatar a Robin. Además, se revela que David y Mary Margaret ocultan algo: en el pasado tuvieron una visión en la que Emma era el ser más oscuro y peligroso de todo el Bosque Encantado, por lo que para evitar que la visión se haga realidad acuden al Aprendiz del Hechicero (Timothy Webber), el cual elimina toda la oscuridad que habita en Emma y la pone en otra persona, Lily Page (Agnes Bruckner), la hija de Maléfica. Emma descubre la verdad y se molesta con sus padres. También descubre con la ayuda de su viejo amigo Pinocho/August Wayne Booth (Eion Bailey), una página del libro, en la cual está encerrado el Autor. Henry consigue la llave, Emma abre la puerta y sale el Autor, el cual se escapa y es capturado por Rumplestiltskin.
Maléfica le pide ayuda a Emma para que encuentre y traiga a su hija, Lily, que en el pasado fue la mejor amiga de Emma. Emma acompaña a Regina y juntas van a Nueva York, en donde encuentran a Lily, que en secreto ha planeado una venganza hacia Mary Margaret/Blancanieves y David/el Príncipe Encantador, pero es descubierta y advertida por Emma de que protegerá a sus padres. Por otra parte, Regina llega al apartamento de Robin, en donde Zelena (bajo la apariencia de Marian) vuelve a su apariencia original y le dice la verdad a Robin, aparte de eso, para horror de Regina se descubre que Zelena está embarazada de Robin.
Emma, Regina, Robin, Lily y Zelena regresan a Historioburgo, en donde Maléfica se reúne con Lily, y Zelena es encerrada. Mientras que Rumplestiltskin tiene al Autor de su lado, el cual le dice que lo único que le falta es tinta mágica, la cual Rumplestiltskin debe de conseguir de la sangre de Emma pero siendo oscura, Regina no quiere permitir eso, así que captura al Autor, y consigue la tinta mágica por sus propios medios obteniéndola gracias a Lily debido a que su sangre contiene la oscuridad de Emma. Sin embargo, el Autor huye con la tinta mágica y va con Rumplestiltskin, el cual le hace escribir que los villanos tengan finales felices. Con esto se crea una realidad alternativa donde el Autor se convierte en un escritor muy reconocido mientras que los personajes de cuentos de hadas son absorbidos en un libro. Finalmente, Henry en un intento de rescatar a su familia, entra al nuevo libro Héroes y villanos para tratar de arreglarlo todo.

### Temporada 5 (2015-2016)
Emma se sacrifica por Regina y desaparece dejando atrás la daga del Espectro con su nombre grabado. Su familia intenta ir al Bosque Encantado recurriendo a la ayuda forzada de Zelena para abrir un portal que los transporte. Al llegar ahí, la corte de Camelot, liderada por el Rey Arturo (Liam Garrigan), los encuentran y los conducen a Camelot para que se cumpla la profecía que une la daga del Espectro con la espada de Excalibur. Mientras que Emma intenta con todas sus fuerzas resistirse a la oscuridad. Seis semanas más tarde, todos vuelven a Historioburgo sin recordar nada de lo que pasó en Camelot gracias a que Emma, convertida en el nuevo Espectro en todos los sentidos, les quitó sus recuerdos para protegerlos.
De vuelta a Historioburgo, Garfio y los demás intentan salvar a Emma de la oscuridad, además de averiguar que fue lo que pasó en Camelot, mientras que Emma intenta acabar con toda la magia blanca utilizando la magia oscura. Luego todos se dan cuenta de que Emma intenta acabar con la oscuridad haciendo parecer que sacrificará al bebé recién nacido de Zelena y Robin, pero al final se sabe que quiere a Zelena para usarla como depósito del mal. Al final la detienen y se acaba descubriendo que en realidad hay otro Espectro: debido a que en Camelot, Emma salvó la vida de Garfio cuando este se cortó con el Excalibur (una herida que ni la magia blanca puede curar) convirtiéndolo en el nuevo Espectro y por ende en un ser inmortal.
Garfio, con sus nuevos poderes ahora redescubiertos y habiendo sucumbido a la oscuridad del Espectro, intenta vengarse de Emma y Rumplestiltskin, así como de todo el pueblo, convocando a todos los anteriores Espectros para acabar con Historioburgo. Sin embargo, Emma consigue detenerlo y Garfio acaba tomando la decisión de sacrificarse a sí mismo para acabar con la oscuridad, dejando a Emma destrozada. Más tarde, Emma vuelve a sentir la fuerza de la daga en Historioburgo y se entera de que Gold volvió a ser el único Espectro y que la muerte de Garfio no fue más que una escenificación y por tanto fue en vano. Es entonces cuando Emma y los demás, incluido Gold (bajo la amenaza de Emma de contarle a Bella lo que ha hecho), deciden ir al Inframundo para salvar a Garfio de su injusta muerte, donde además se encuentran con antiguos amigos y enemigos y con un nuevo y poderoso enemigo, Hades (Greg Germann), quien intentará impedir que cumplan con su misión.
En el Inframundo, también se descubren secretos y revelaciones increíbles, siendo el más importante, la revelación de que Bella está embarazada.
De regreso a Historioburgo, los héroes afrontan terribles pérdidas. Zelena, Garfio y David buscan abrir un portal para enviar de vuelta a los habitantes de Camelot. Gold usa una parte del Cristal Olímpico para reunir en él toda la magia de Historioburgo, el cual es robado por Henry con la intención de destruir la magia de una vez por todas. Henry junto con Violet Morgan (Olivia Steele Falconer) viajan a Nueva York en busca de los apuntes de su padre Neal/Baelfire revelándose que él también quiso acabar antes con la magia. Esto causa que Gold decida seguirlos al igual que Emma y Regina. En Historioburgo, Zelena abre el portal el cual al terminar su servicio los absorbe a un mundo diferente, la Tierra de las Historias Jamás Contadas, en la cual se encuentran con los reconocidos personajes de la literatura clásica: el Dr. Henry Jekyll (Hank Harris) y Mr. Hyde (Sam Witwer). Mientras tanto, en Nueva York, Henry junto a Violet consigue el Gemelo del Santo Grial, el cual es capaz de destruir la magia junto con el cristal. Por desgracia, Gold los encuentra y les arrebata el cristal dejándolos dormidos en el piso de la biblioteca, Emma y Regina los encuentran y planean quitarle el cristal a Gold, el plan falla y Gold amenaza con matarlas, entonces aparece Henry el cual logra destruir en ese preciso instante la magia, felicidad que es destruida por la noticia de que sin la magia no podrán sacar a su familia de la otra tierra en la que (recientemente son informados) han caído. En la Tierra de las Historias Jamás Contadas, los héroes se enfrentan a Mr. Hyde, el cual los encierra en una jaula y amenaza con matarlos, pero con la ayuda del Dr. Jekyll, logran escapar. De nuevo en Nueva York, Regina y Gold van a buscar al Dragón (Tzi Ma), el cual es el único que aún tiene magia, él les dice que deben encontrar la magia en el mundo real ya que él no es lo suficientemente fuerte como para abrir un portal, Henry descifra las palabras y mediante un gran acto de fe le pide a la gente de Nueva York que crean y que lancen una moneda a la fuente de los deseos como prueba de ello, deseando que su familia vuelva. La gente por un momento duda pero luego ante el discurso del muchacho aceptan. En la Tierra de las Historias Jamás Contadas, se abre un portal justo a tiempo para que los héroes escapen, el cual luego se descubre que también sirvió para que Gold ingrese a este mundo. Más tarde, los héroes se reúnen para hablar con su nuevo amigo, el Dr. Jekyll, y Regina sube a la terraza a pensar, Blancanieves la sigue en busca de respuestas y Regina le revela que su antiguo yo sigue atormentándola y que su karma sigue en ella, Emma le da la idea de que usando la poción de Jekyll separe su parte malvada de ella y la destruya, para que así ya no tenga que cargar más con esa culpa, Regina acepta y Emma trae la fórmula junto con Blancanieves, y ambas ven como la Reina Malvada (Lana Parrilla) es separada y posteriormente aniquilada por Regina. Sin embargo, de vuelta a Historioburgo se encuentran con que Mr. Hyde los ha seguido y gracias a un trato que hizo con Gold ahora es el propietario de la ciudad, a la cual trajo a algunos amigos como la Reina Malvada.

### Temporada 6 (2016-2017)
Emma tiene una visión y esto le da problemas para controlar su magia. Mientras que nuevamente entra en escena la Reina Malvada para provocarle dolor a la familia de Emma. El Príncipe Encantador y Blancanieves quedan bajo un nuevo hechizo de sueño. Mientras que Aladdín (Deniz Akdeniz) llega a Historioburgo como otro Salvador y ayuda a Emma.
Gold se ocupa buscando la cura del hechizo de sueño de Bella. Posteriormente, cuando Bella da a luz a su hijo, este es capturado y llevado a otro mundo donde el tiempo transcurre rápidamente. Cuando regresa, Gideon (Giles Matthey), el hijo ya adulto de Bella y Gold, tiene la misión de matar a Emma. Luego aparece la Princesa Jasmine (Karen David) y Aladdín decide convertirse en genio para poder ayudarla al desear encontrar a Agrabah. Una mala jugada del destino provoca que la Reina Malvada envíe a Emma a un mundo alternativo donde ella no es la Salvadora, Regina encuentra la manera de seguirla y hacerla regresar de ese mundo alterno y juntas consiguen regresar a Historioburgo.
Cuando regresan, Gideon intenta matar a Emma con la misma espada de los sueños de Emma, pero no lo logra y la espada es destruida. Luego de esta derrota, Gideon ayuda a la nueva villana: Fiona/el Hada Negra (Jaime Murray) a llegar a Historioburgo y poder pelear la profetizada batalla final contra Emma, la Salvadora.

### Temporada 7 (2017-2018)
En esta temporada, todo el universo de Érase una vez tiene un reinicio leve, saltando veinte años en el tiempo con un Henry Mills adulto (Andrew J. West) acompañado de su esposa Ella/Jacinda Vidrio (Dania Ramírez) y su hija Lucy Mills (Alison Fernandez). Esta temporada sufre además varios cambios, todo el elenco principal de la serie se retira a excepción de Garfio, Regina, y Gold, la serie también cambia de estar ambientada en el pueblo de Historioburgo en Maine a otro barrio ficticio ubicado en Seattle llamado Hyperion Heights, en el que los héroes se enfrentarán a nuevos personajes, a una nueva maldición oscura y a nuevos villanos peligrosos como Rapunzel Tremaine/Victoria Belfrey (Gabrielle Anwar), Drizella Tremaine/Ivy Belfrey (Adelaide Kane), Madre Gothel/Eloise Gardener (Emma Booth), el Dr. Facilier/Barón Samdi (Daniel Francis) y Wish Rumplestiltskin (Robert Carlyle), proveniente del Reino de los Deseos. Esta temporada es la última de la serie.

## Reparto

### Principales
| Intérprete            | Personaje original             | Personaje en Storybrooke       | Personaje en Hyperion Heights | Temporadas | Temporadas | Temporadas | Temporadas | Temporadas | Temporadas | Temporadas |
| Intérprete            | Personaje original             | Personaje en Storybrooke       | Personaje en Hyperion Heights | 1          | 2          | 3          | 4          | 5          | 6          | 7          |
| --------------------- | ------------------------------ | ------------------------------ | ----------------------------- | ---------- | ---------- | ---------- | ---------- | ---------- | ---------- | ---------- |
| Ginnifer Goodwin      | Blancanieves                   | Mary Margaret Blanchard        |                               | Principal  | Principal  | Principal  | Principal  | Principal  | Principal  | Invitada   |
| Jennifer Morrison     | Emma Swan                      | Emma Swan                      |                               | Principal  | Principal  | Principal  | Principal  | Principal  | Principal  | Invitada   |
| Lana Parrilla         | La Reina Malvada               | Regina Mills                   | Roni                          | Principal  | Principal  | Principal  | Principal  | Principal  | Principal  | Principal  |
| Josh Dallas           | El Príncipe Encantador         | David Nolan                    |                               | Principal  | Principal  | Principal  | Principal  | Principal  | Principal  | Invitado   |
| Jared S. Gilmore      | Henry Mills                    | Henry Mills                    | Henry Mills                   | Principal  | Principal  | Principal  | Principal  | Principal  | Principal  | Invitado   |
| Andrew J. West        | Henry Mills                    | Henry Mills                    | Henry Mills                   |            |            |            |            |            | Invitado   | Principal  |
| Robert Carlyle        | Rumplestiltskin                | Sr. Gold                       | Detective Weaver              | Principal  | Principal  | Principal  | Principal  | Principal  | Principal  | Principal  |
| Emilie de Ravin       | Bella                          | Lacey                          |                               | Invitada   | Principal  | Principal  | Principal  | Principal  | Principal  | Invitada   |
| Colin O'Donoghue      | Killian "Capitán Garfio" Jones | Killian "Capitán Garfio" Jones | Detective Rogers              |            | Principal  | Principal  | Principal  | Principal  | Principal  | Principal  |
| Barbara Hershey       | Reina de Corazones             | Cora Mills                     |                               | Invitada   | Principal  |            | Invitada   | Recurrente |            |            |
| Sean Maguire          | Robin de Locksley              | Robin Hood                     |                               |            |            | Principal  | Principal  | Principal  | Recurrente | Invitado   |
| Rebecca Mader         | Bruja Mala del Oeste           | Zelena                         | Kelly West                    |            |            | Principal  | Principal  | Principal  | Principal  | Principal  |
| Jamie Dornan          | El Cazador                     | Sheriff Graham Humbert         |                               | Principal  | Invitado   |            |            |            |            |            |
| Raphael Sbarge        | Pepito Grillo                  | Dr. Archie Hopper              |                               | Principal  | Recurrente | Recurrente | Invitado   |            | Recurrente | Invitado   |
| Eion Bailey           | Pinocho                        | August Wayne Booth             |                               | Principal  | Invitado   |            | Recurrente |            | Invitado   |            |
| Meghan Ory            | Caperucita Roja                | Ruby                           |                               | Principal  | Principal  | Recurrente |            | Recurrente |            |            |
| Michael Raymond-James | Baelfire                       | Neal Cassidy                   |                               |            | Recurrente | Principal  |            | Invitado   |            |            |
| Michael Socha         | Sota de Corazones              | Will Scarlet                   |                               |            |            |            | Principal  |            |            |            |
| Alison Fernandez      | Lucy Mills                     | Lucy Mills                     | Lucy Vidrio                   |            |            |            |            |            | Invitada   | Principal  |
| Rose Reynolds         | Alice Jones                    | Alice Jones                    | Tilly                         |            |            |            |            |            |            | Principal  |
| Dania Ramírez         | Cenicienta                     | Cenicienta                     | Jacinda Vidrio                |            |            |            |            |            |            | Principal  |
| Gabrielle Anwar       | Rapunzel Tremaine              | Rapunzel Tremaine              | Victoria Belfrey              |            |            |            |            |            |            | Principal  |
| Emma Booth            | Madre Gothel / La Bruja        | Madre Gothel / La Bruja        | Eloise Gardener               |            |            |            |            |            |            | Principal  |
| Mekia Cox             | Tiana                          | Tiana                          | Sabine                        |            |            |            |            |            |            | Principal  |

## Episodios
| Temporada | Temporada | Episodios | Episodios | Emisión original         | Emisión original   |
| Temporada | Temporada | Episodios | Episodios | Primera emisión          | Última emisión     |
| --------- | --------- | --------- | --------- | ------------------------ | ------------------ |
|           | 1         | 22        | 22        | 23 de octubre de 2011    | 13 de mayo de 2012 |
|           | 2         | 22        | 22        | 30 de septiembre de 2012 | 12 de mayo de 2013 |
|           | 3         | 22        | 22        | 29 de septiembre de 2013 | 11 de mayo de 2014 |
|           | 4         | 23        | 23        | 28 de septiembre de 2014 | 10 de mayo de 2015 |
|           | 5         | 23        | 23        | 27 de septiembre de 2015 | 15 de mayo de 2016 |
|           | 6         | 22        | 22        | 25 de septiembre de 2016 | 14 de mayo de 2017 |
|           | 7         | 22        | 22        | 6 de octubre de 2017     | 18 de mayo de 2018 |

## Producción

### Concepción
Adam Horowitz y Edward Kitsis concibieron la serie en 2004, antes de unirse al equipo de guionistas de Lost, pero querían esperar hasta que la serie terminara para centrarse en este proyecto.
Ocho años antes del piloto de Érase una vez (los dos habían terminado su trabajo en Felicity en 2002), Kitsis y Horowitz se inspiraron en los cuentos de hadas para escribir por «el misterio y la emoción de explorar muchos mundos diferentes». Presentaron la trama a las cadenas, pero fue rechazado por su naturaleza fantástica. Desde su tiempo en Lost, los escritores aprendieron a mirar la historia de una manera diferente,a saber, que "el personaje debe triunfar sobre la mitología."
Ellos explicaron, 
"Como personas, deben ver cuál es el vacío en su corazón o en sus vidas para preocuparse por ellas... para nosotros, esto se trató tanto del viaje de los personajes y de ver lo que se les arrancó al venir a Storybrooke – va de esa manera a diferencia de lo que es romper la maldición del show."
A pesar de las comparaciones y similitudes con Lost, los escritores intentaron que sean shows muy diferentes.
Para ellos, Lost se ocupó de la redención, mientras que Érase una vez se trata de «esperanza».El cocreador de Lost, Damon Lindelof, colaboró en el desarrollo de la serie como consultor, pero no tiene crédito oficial en el show. Kitsis y Horowitz lo llamaron como un "padrino" de la serie. Para diferenciar la narración de historias de lo que la audiencia ya sabía, el personal de redacción decidió comenzar el piloto con el final del típico cuento de hadas de Blancanieves. Se enfatizaron los temas relacionados con la familia y la maternidad, en contraste con el enfoque en la paternidad en Lost. Kitsis y Horowitz intentaron escribir personajes femeninos fuertes, en lugar de la clásica damisela en apuros. Horowitz declaró su deseo de acercarse a cada personaje de la misma manera, preguntándose: "¿Cómo podemos hacer que estos íconos sean reales, hacer que se puedan identificar?".
El piloto debe ser la "plantilla de la serie". Kitsis confirmó que cada semana contendría flashbacks entre ambos mundos, ya que "les encanta la idea de ir y venir e informar lo que el personaje se pierde en su vida." El deseo de los escritores de presentar un "mash up" de muchos personajes pequeños se puede ver en una escena del piloto, en la que hay un consejo de guerra con Geppetto, Pinocho y Grumpy. Horowitz explicó: "Una de las cosas divertidas para nosotros al pensar en estas historias es pensar cómo estos diferentes personajes pueden interactuar de una manera que nunca antes habían tenido." Desde entonces, los creadores han agregado más elementos y, dados sus vínculos con Disney, han logrado expandir el universo para incluir material más reciente, al arrojar indicios de que podrían mirar hacia delante para incorporar personajes de Brave y Frozen en futuros episodios, si obtienen la luz verde de Disney. El final de la temporada 3 presentó a Elsa en los minutos finales del episodio.
La premisa general, la importación de los personajes principales como Blancanieves en el "mundo real", se vio anteriormente en la serie de ABC en la comedia de corta duración de los 80 The Charmings. El programa también tiene una premisa similar a la serie cómica de diez años de Bill Willingham Fables, la que ABC compró sus derechos en 2008, pero nunca pasó de las etapas de planificación. Después de que los fanáticos de Fables levantaran controversia sobre una posible apropiación, los escritores del programa inicialmente negaron un enlace, pero luego dijeron que pudieron haber "leído un par de números" del cómic, pero mientras los dos conceptos están "en el mismo patio", están "diciendo una historia diferente." Bill Willingham respondió a la controversia en una entrevista, en la que afirmó que no sentía que el programa fuera plagio y dijo: "Tal vez recordaron haber leído a Fables en aquel momento, pero no quisieron mencionarlo porque nos hemos vuelto personas muy litigiosas."

### Elenco

#### Primera temporada
Horowitz dijo que inicialmente todos querían estar en la serie y aceptaron su papel después de que les enviaran un guion. Ginnifer Goodwin fue elegida como Blancanieves, quién apreció que estaría interpretando a un personaje fuerte que se concretaría para el público. La actriz había completado su trabajo en la serie Big Love, y estaba buscando un nuevo proyecto; se cambió a la televisión después de que no le interesaran los guiones de películas que le ofrecían. Habiendo dicho previamente en entrevistas que le encantaría interpretar a Blancanieves, Goodwin llamó a su aceptación de Blancanieves como "una obviedad." Kitsis y Horowitz se describen como grandes admiradores de Big Love, y escribieron el papel de Blancanieves con Goodwin en su mente.
Joshua Dallas, quién interpreta al Príncipe Encantador, se mostró satisfecho de que los escritores se tomaran "una licencia algo dramática" con su personaje, ya que creía que así el príncipe era más real. Explicó, "El Príncipe Encantador solo es un nombre. Sigue siendo un hombre con las mismas emociones que cualquier otro hombre. Es un Príncipe, pero es un Príncipe de las personas. Él se ensucia las manos. Tiene un Reino que dirigir. Tiene una familia que proteger. Tiene un amor épico por Blancanieves. Es como cualquier otro. Es humano."
Jennifer Morrison fue contratada para el papel de Emma Swan. La actriz explicó su personaje como alguien que "ayuda a un niño que parece un poco disfuncional emocionalmente," pero notó que Emma no cree que hay un universo de cuentos de hadas. Jared S. Gilmore de diez años, conocido por su trabajo en Mad Men, tuvo el papel de su hijo, Henry.
El papel de la Reina Malvada/Regina fue para Lana Parrilla. Explicó sobre el personaje, "Siempre hay dos historias siendo contadas cuando se interpreta a Regina. Está la amenaza de que sepan que ella es una Reina Malvada y está el simple hecho de que la madre biológica ha llegado a su mundo y la amenaza de perder a su hijo es enorme. Ese es un miedo que creo que cualquier madre adoptiva tendría. Creo que eso va a ayudar mucho a que la audiencia conecte con Regina en algún nivel."
El papel de Rumpelstiltskin le fue dado a Robert Carlyle; fue escrito con Carlyle en mente, aunque los escritores pensaron que nunca aceptaría el papel. Horowitz recordó la secuencia de prisión de Carlyle, que fue el primer día del actor en el set, como "alucinante... Podías ver a Ginny saltar, la primera vez que hizo a ese personaje. ¡Fue fantástico!" Los escritores le ofrecieron el papel del Hada Azul a Lady Gaga, pero nunca tuvieron respuesta de su personal.

#### Segunda temporada
ABC renovó la serie para una segunda temporada el 10 de abril de 2012, que se estrenó el domingo 30 de septiembre de 2012.
Para la segunda temporada, Meghan Ory como Ruby (Caperucita Roja) y Emilie de Ravin como Bella, se unieron al elenco principal. Los nuevos personajes secundarios para esta segunda temporada incluyen a la Princesa Aurora (La Bella Durmiente), interpretada por Sarah Bolger, Mulán, interpretada por Jamie Chung, y el Príncipe Phillip, interpretado por Julian Morris y Colin O'Donoghue, quien da vida al Capitán Garfio, fue ascendido al elenco principal a partir del episodio 14 de la segunda temporada.

#### Tercera temporada
El 15 de mayo de 2013 fue confirmado que Michael Raymond-James, quien interpreta a Baelfire/Neal Cassidy, fue ascendido al elenco principal de la serie para la tercera temporada. El personaje de Peter Pan se le fue dado a un nuevo y joven actor, Robbie Kay. Meghan Ory declaró que no sería parte del elenco principal en la tercera temporada debido a que obtuvo un papel principal mayor en la nueva serie de CBS, Intelligence, mientras el papel de la nueva villana, la Bruja Cruel del Oeste, recayó en Rebecca Mader.

#### Cuarta temporada
El 1 de abril de 2014 se dio a conocer que Michael Socha se incorporaría al elenco principal de la cuarta temporada, interpretando a Will Scarlett, después de la cancelación de Érase una vez en el País de las Maravillas.
El 12 de mayo, Edward Kitsis y Adam Horowitz revelaron que Elsa, de la película Frozen sería introducida en los nuevos episodios. El 3 de julio de 2014, Georgina Haig fue anunciada como Elsa.
El 1 de julio de 2014 se anunció la incorporación de Elizabeth Lail y Scott Michael Foster para interpretar a Anna y Kristoff, respectivamente. El 8 de julio de 2014, se dio a conocer que Elizabeth Mitchell fue contratada para interpretar a un personaje que tendría lazos con Anna y Elsa. El 28 de julio, se dio a conocer que Tyler Jacob Moore fue elegido para interpretar a Hans y John Rhys-Davies para ser la voz de Pabbie, el rey troll.

#### Quinta temporada
Para esta temporada, se anunció que, Rebecca Mader quien interpreta a Zelena y Sean Maguire quien interpreta a Robin Hood serían promovidos al elenco principal.

#### Sexta temporada
El 3 de marzo de 2016, fue anunciada por Adam Horowitz a través de su cuenta de Twitter la renovación de la serie para una sexta temporada. La serie se estrenó el 25 de septiembre de 2016.

### Secuencia de apertura
A partir del segundo episodio, la secuencia de apertura que aparece bajo el título del programa cuenta con una criatura mítica, un personaje o un objeto que se relaciona con el episodio.

### Música
Mark Isham compuso el tema de la serie y la música. El 14 de febrero de 2012, un álbum extended play con cuatro pistas de la partitura fue lanzado por ABC Studios. El 1 de mayo de 2012, una banda sonora de 25 canciones fue lanzada por Intrada Records.

## Serie derivada
A finales de febrero de 2013, los creadores de la serie dieron a conocer su inquietud de crear una serie derivada, basado en la historia de Las aventuras de Alicia en el país de las maravillas, que lleva por título Érase una vez en el País de las Maravillas, para lo cual se grabó una presentación de cinco a seis escenas que comenzaron a grabarse el 7 de abril en Vancouver, Canadá. La serie fue protagonizada por Sophie Lowe como Alicia; Peter Gadiot como Cyrus, el interés amoroso de Alicia; Michael Socha como la Sota de Corazones; Emma Rigby como la Reina Roja; y Paul Reubens, quien prestó su voz para el Conejo Blanco. También Barbara Hershey volvió en esta serie en el papel de la Reina de Corazones, además de otros personajes de Érase una vez hicieron apariciones especiales momentáneas.
El 10 de mayo, la cadena anunció que recogería el piloto para desarrollar una serie de trece episodios, la cual fue estrenada el 10 de octubre de 2013, entre la segunda y la tercera temporadas de la serie madre.

## Transmisión
La serie ha sido transmitida en más de 190 países.
En España, la serie se emitió en AXN el 12 de enero de 2012. Antena 3 comenzó a emitirla el 11 de septiembre, con muy buenos datos de audiencia. La segunda temporada se estrenó en AXN el 8 de noviembre de 2012 y el 11 de julio de 2013 por Antena 3. La tercera temporada se estrenó el 22 de noviembre de 2013 por el canal de pago AXN White. La quinta temporada se estrenó el 16 de enero de 2016 por el canal de pago AXN White. Temporadas posteriores comenzaron a ser estrenadas directamente en Netflix, estrenando cada episodio a los pocos días de su estreno en Estados Unidos.
En Latinoamérica, Sony Entertainment Television estrenó la primera temporada el 3 de abril y terminó su emisión el 28 de agosto de 2012. La segunda temporada comenzó a emitirse el 25 de octubre de 2012. Al principio se transmitía con el título sin traducir, mas desde 2016 se empezó a utilizar el título traducido que ya se usaba en algunas regiones.
En Paraguay se emitió por el canal SNT.
En Perú se emitió por las tardes, a través del canal La Tele. Previamente ya se había emitido por la señal de Global Televisión (Canal 13).
Actualmente (2022) las siete temporadas se encuentran en la plataforma de Disney+.